# Sanoker Flachland

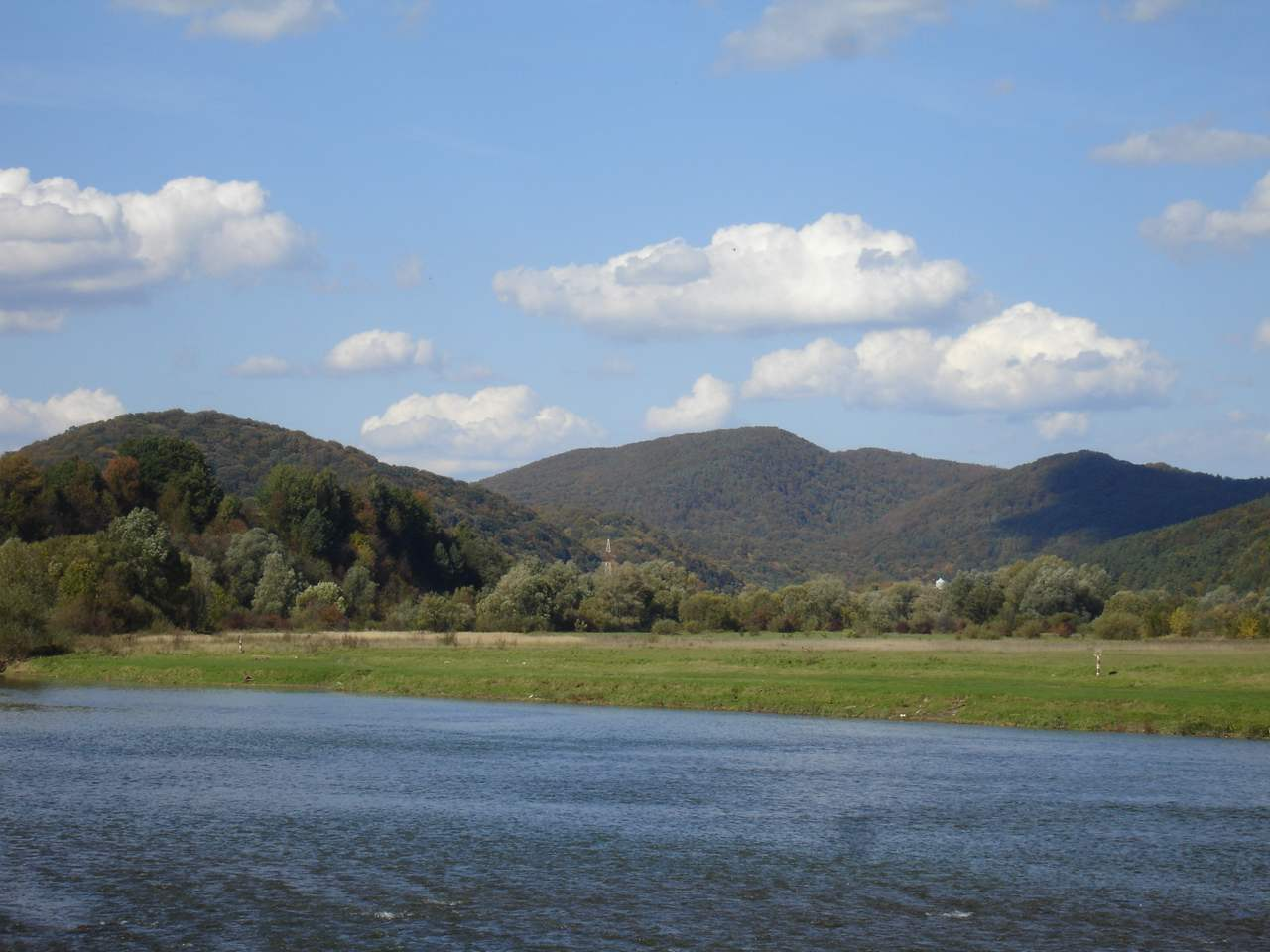
San

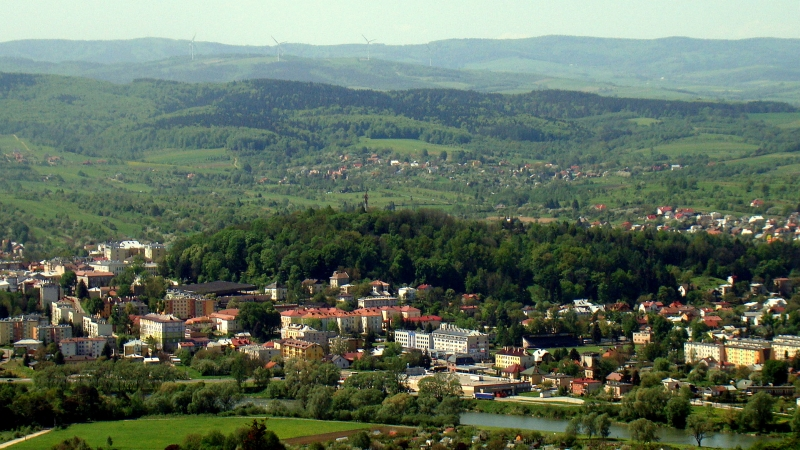
Buków-Gebirge

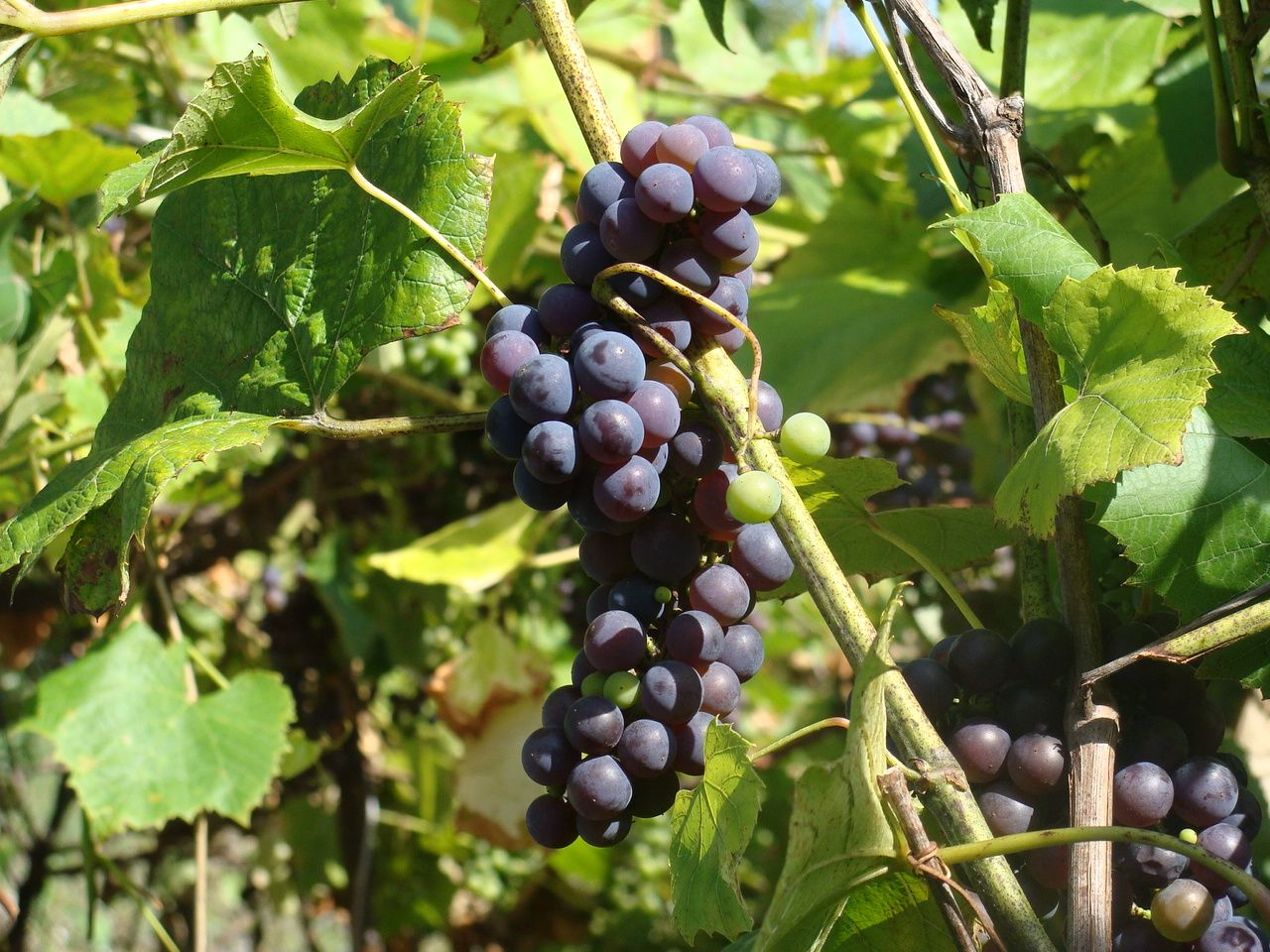
Weinbau im Buków-Gebirge

Das Sanoker Flachland (polnisch Doły Jasielsko-Sanockie, Kotlina Jasielsko-Sanocka oder Podkarpacie) in Polen ist eine große Talsenke im Karpatenvorland inmitten des Mittelbeskiden-Vorgebirges, das auf einer Höhe von ca. 600 bis 250 m ü. NN liegt und ca. 1200 km² groß ist. Trotz seines Namens ist das Sanoker Flachland ein Hügelland, wobei die Erhebungen jedoch deutlich niedriger sind, als die Gipfel der umliegenden Gebirge.

## Geografie
Das Sanoker Flachland ist Teil des Mittelbeskiden-Vorgebirges und erstreckt sich nördlich der Niederen Beskiden und südlich des Strzyżów-Gebirge und Dynów-Gebirge. Es besteht aus:
| - Jasło-Gebirge (Pogórze Jasielskie) - Buków-Gebirge (Pogórze Bukowskie) - Gorlice-Becken (Obniżenie Gorlickie) - Jasło-Krosno-Becken (Kotlina Jasielsko-Krośnienska) |

Durch das Becken fließen die Ropa, der Wisłok, die Wisłoka, die Jasiołka, der San sowie zahlreiche weitere Flüsse.
Das Sanoker Flachland ist dicht besiedelt und gehört historisch zum Sanoker Land. Zu den größeren Städten gehört die Vorkarpaten-Dreistadt, die aus Krosno, Jasło und Sanok besteht. Weitere wichtige Orte im Becken sind Gorlice und Biecz sowie die Kurorte Iwonicz-Zdrój und Rymanów-Zdrój.
Die fruchtbare Region ist ansonsten landwirtschaftlich geprägt. Sie gehört aufgrund eines milden Mikroklimas mittlerweile wieder zu den größten Weinbaugebieten in Polen. In den 1980er Jahren entstanden hier die ältesten Weinberge in Polen, nachdem der Weinbau im nördlichen Karpatenvorland in der Frühen Neuzeit aufgrund der Kleinen Eiszeit größtenteils zum Erliegen kam.

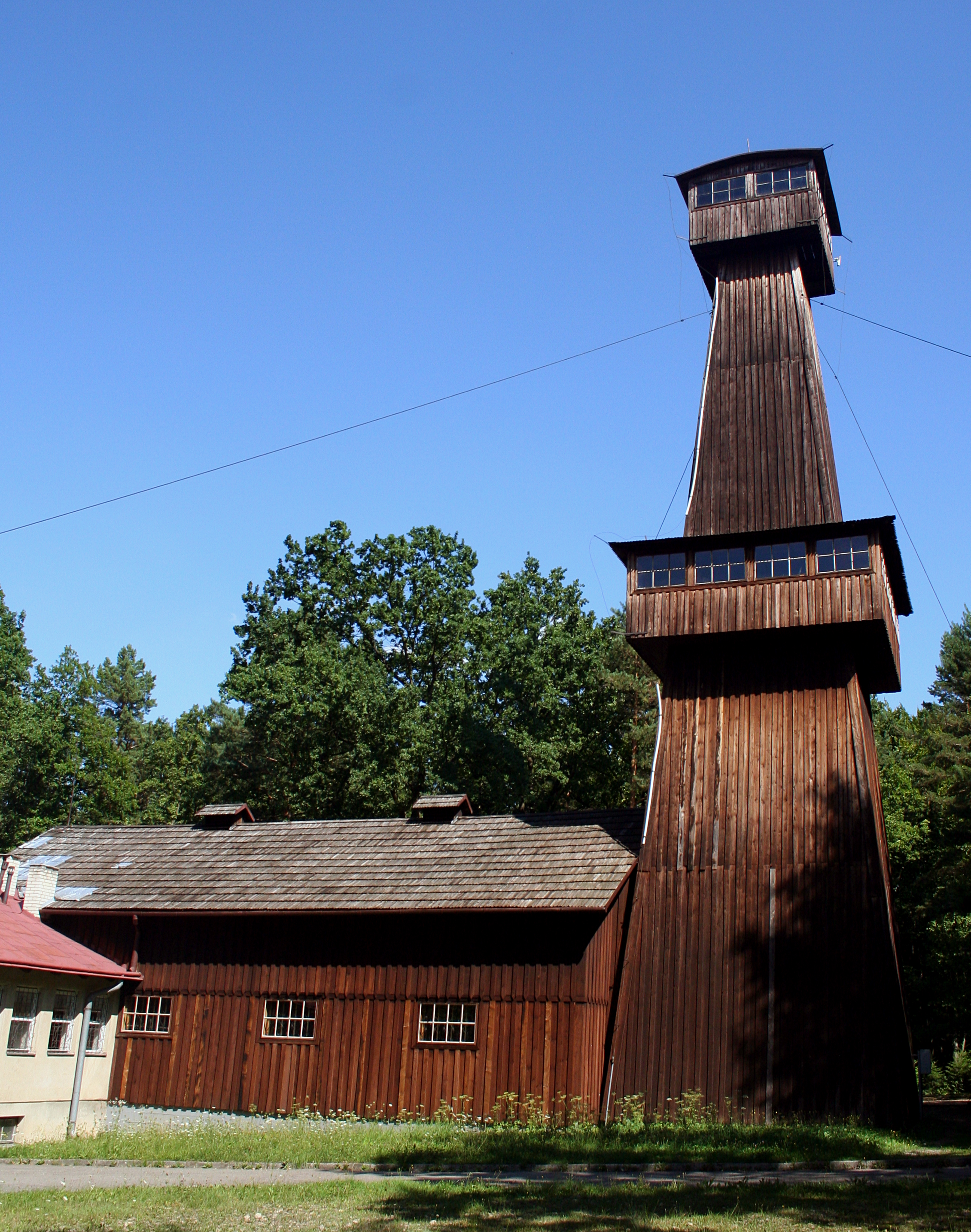
Bohrturm im Bóbrka-Museum

Sie gehört zusammen mit den anliegenden Gebieten zum ältesten Erdölförderungsgebiet der Welt. Die Ölquellen sind mittlerweile größtenteils erschöpft. Das Museum der Öl- und Gasindustrie in Bóbrka erinnert an die Anfänge der Petrioliumindustrie Mitte des 19. Jahrhunderts.
Das Sanoker Land wurde im frühen 20. Jahrhundert umgangssprachlich „Na Głuchoniemcach“ (= etwa „im [Gebiet der] Taubdeutschen“) benannt, was sich auf die Walddeutschen bezog, die an den Landesausbau durch die deutschrechtliche Kolonisation des Gebiets unter dem König Kasimir III. dem Großen (und später) teilnahmen.

## Verkehr
Im 19. Jahrhundert wurde durch das Sanoker Flachland die Galizische Transversalbahn gebaut. Parallel zu ihr verläuft die Landstraße 28 in west-östlicher Richtung.